# Sibirski delowoi sojus
Sibirski delowoi sojus (SDS), russisch Сибирский деловой союз (СДС), englisch Siberian Business Union, ist eine russische Holding mit Sitz in Kemerowo, die sich seit 2021 zu 95 % im Besitz von Michail Fedjajew befindet.

## Tochterunternehmen
| SDS-Ugol          | Kohle                        | OAO Schachta „Juschnaja“ OOO Schachta „Kisselewskaja“ OOO Schachta „Listwjaschnaja“ OAO „Tschernigowez“ OOO Rasres „Kisselewski“ SAO „Salek“ SAO „Prokopjewski ugolny rasres“ OOO „Sibenergougol“ OOO Rasres „Energetik“ OOO SchU „Maiskoje“ OOO „Asot-Tschernigowez“ OOO Torgowy dom „SDS-Treid“ OOO „KusbassBelAwto“ OOO „Zentr sdorowja SDS“ OOO „Akelskaja GRP“ OOO „TWK“ OOO OF „Prokopjewskugol“ OOO „Tschernogorskaja awtotransportnoje predprijatije“ |
| SDS-Masch         | Maschinen- und Güterwagenbau | ОАО «Altaiwagon» ООО «Elektroprom» ООО «Podsemtransmasch» |
| Nowotrans         | Transport                    | OOO Transportnaja Kompanija „Nowotrans“ OOO Grusowaja Kompanija „Nowotrans“ OOO Dalnewostotschnaja Kompanija „Nowotrans“ OOO „Nowotrans-Ukraina“ OOO „Transreil Kar“ OOO Wagonoremontnoje predprijatije „Nowotrans“ OOO Kusbasskoje wagonoremontnoje predprijatije „Nowotrans“ OOO Bijskoje wagonoremontnoje predprijatije „Nowotrans“ SAO „Nowotrans“ OOO „Nowotrans-MSK“                                                                                    |
| SDS-Stroi         | Bau                          | OAO „Krapiwinoawtodor“ OAO Projektny institut „Kusbasskommunprojekt“ OOO „Basalt-Ekologija“ OOO „Tschernigowski basalt“ OOO „Masurowski kirpitschny sawod“ OOO „SDS-Schilserwis“ OOO „Kemerowski DSK“ OOO Stroitelnaja kompanija „Kemerowski DSK“ |
| SDS-Alko          | Spirituosen                  | OOO „Sibirskaja likjoro-wodotschnaja kompanija“ OOO Torgowy dom „SDS-Alko“ OOO „Selskije rynki Kusbassa“ OOO „SDS-Market“ OAO „Nowokusnezki likjoro-wodotschny sawod“ OOO „Krasnojarski Wodotschny Sawod“ |
| SDS-Mediacholding | Medien                       | z. B. Hit FM |
| SDS-Energo        | Energie                      | ООО „ESKK“ ООО „SDS-Teplo“ |